# Biskopskäret
Biskopskäret är ett skär på Åland (Finland). Det ligger i Skärgårdshavet och i kommunen Kökar i landskapet Åland, i den sydvästra delen av landet. Ön ligger omkring 69 kilometer öster om Mariehamn och omkring 220 kilometer väster om Helsingfors.
Öns area är 4 hektar och dess största längd är 280 meter i nord-sydlig riktning.
Biskopskäret har Storoskäret och Krokskäret i väster, Viggskär i norr samt Svältskär och Kannskär i öster. I söder öppnar sig Kannskärsfjärden.
Skäret sträcker sig ungefär 250 meter i nord-sydlig riktning och 200 meter i öst-västlig riktning. Högsta punkten är 5 meter över havet. Terrängen på Biskopskäret består av klipphällar med gräs och mossa i skrevorna. I söder och öster finns flera hällkar. Biskopskäret är obebyggt. Närmaste bebyggelse finns på Krokskäret.